# Бразда (Чучер-Сандево)
Бразда (мкд. Бразда) је насеље у Северној Македонији, у северном делу државе. Бразда је насеље у оквиру општине Чучер-Сандево.

## Географија
Бразда је смештена у северном делу Северне Македоније. Од најближег града, Скопља, село је удаљено 10 km северно.
Село Бразда се налази у историјској области Црногорје, у јужној подгорини Скопске Црне горе, на приближно 390 метара надморске висине. Северно од насеља издиже се планина, а јужно се пружа Скопско поље.
Месна клима је континентална.

## Прошлост
Место је било оријентисано ка бугарској егзархији и ту се 1899. године налазило 44 бугарашке куће и православна црква посвећена Св. Вазнесењу.

## Становништво
Бразда је према последњем попису из 2021. године имала 647 становника.
Претежна вероисповест месног становништва је православље.
| Национални састав према попису из 2021.‍ | Национални састав према попису из 2021.‍ | Национални састав према попису из 2021.‍ | Национални састав према попису из 2021.‍ | Национални састав према попису из 2021.‍ |
| --------------------------------------- | --------------------------------------- | --------------------------------------- | --------------------------------------- | --------------------------------------- |
|                                         |                                         |                                         |                                         |                                         |
| Македонци                               | Македонци                               |                                         | 602                                     | 93%                                     |
| Срби                                    | Срби                                    |                                         | 13                                      | 2%                                      |